# Kennedy Mweene
Kennedy Mweene, född 11 december 1984 i Lusaka, är en zambisk före detta fotbollsmålvakt som avslutade karriären i sydafrikanska Mamelodi Sundowns.

## Karriär
Kennedy Mweene är en av de bästa målvakterna i Sydafrikas Premier Soccer League, då han bland annat blivit utsedd till ligans bästa målvakt säsongen 2008/2009.
I Zambia har Mweene varit förstavalet sedan han gjorde debut 2004. Han har varit med i truppen till Afrikanska Mästerskapet 2006, 2008, 2010 och 2012. I finalen under 2012 års turnering höll han nollan. I straffläggningen som följde räddade han en straff och gjorde dessutom mål på sin egen. Kennedy Mweene blev utsedd till turneringens bästa målvakt.

## Meriter
Free State Stars
- Baymed Cup: 2006

Zambia
- Afrikanska Mästerskapet: 2012